# Emily Siedeberg
Emily Hancock Siedeberg-McKinnon (Clyde, Otago,17 de febrero de 1873-Oamaru, 13 de junio de 1968) fue una médica y superintendenta de hospitales neozelandesa. Fue la primera mujer graduada en medicina del país.

## Biografía
Siedeberg nació en 1873 en Clyde, Otago, Nueva Zelanda. Fue la tercera hija de la cuáquera irlandesa Anna Thompson y Franz David Siedeberg, un arquitecto judío alemán que había emigrado a Nueva Zelanda en 1861 y se había dedicado a la minería. Cuando tenía tres años, la familia se instaló en Dunedin y su padre se convirtió en un exitoso contratista de obras. Se educó en la Escuela Normal y en la Escuela Secundaria de Niñas de Otago, donde obtuvo una beca. Desde pequeña aceptó el mandato de su padre de que debía formarse como médica.
Animada por su padre, estudió medicina, convirtiéndose en la primera mujer en ingresar a la escuela de medicina en 1891, en la Facultad de Medicina de la Universidad de Otago. Aunque el decano, John Scott, se mostró reacio a admitir a Siedeberg, el consejo universitario decidió que la escuela estaba abierta a hombres y mujeres. La oposición que enfrentó Siedeberg fue menor en comparación con la que recibieron las mujeres que intentaban inscribirse en títulos de medicina en el extranjero. La experiencia de Siedeberg se hizo más fácil cuando Margaret Cruickshank se incorporó en segundo año.
Se graduó de la Facultad de Medicina de la Universidad de Otago en 1896. Hizo sus estudios de posgrado en obstetricia, ginecología y enfermedades infantiles en el Hospital Rotunda, y en Dublín y Berlín. Después de la formación de posgrado en la Universidad de Edimburgo y experiencia laboral en el extranjero, finalmente se registró como médica y estableció una práctica privada en Dunedin, con la ayuda financiera de su padre, en la que desarrolló su profesión durante treinta años. Fue nombrada Superintendenta Médica en el Hospital St. Helens de Dunedin, y de desempeñó desde 1905 hasta 1938. También fue oficial médica en la Escuela Industrial de Caversham (más tarde el Hogar de Recepción de Niñas) de 1907 a 1930 y anestesista en la Escuela de Odontología de 1921 a 1931.
Participó activamente en el trabajo comunitario y asistencial. Fue miembro fundador de la rama de Dunedin de la Sociedad de Nueva Zelanda para la Protección de Mujeres y Niños en 1899, fue presidenta de la rama de Dunedin desde 1933 hasta 1948 y se convirtió en presidenta honoraria vitalicia en 1949.
Abogó por el aumento de la edad de consentimiento; fuertes medidas para prevenir las enfermedades venéreas; la abolición de la Ley de Enfermedades Contagiosas de 1869; el nombramiento de mujeres policías, inspectoras de hospitales y fábricas; e igualdad de oportunidades para las mujeres en la educación superior y el empleo. Condenó la prostitución pero ofreció apoyo práctico a las prostitutas dentro de su propia casa.

## Creación de organizaciones profesionales
También fue miembro fundador de: 
- Asociación de Mujeres de la Universidad de Otago
- Federación de Mujeres Universitarias de Nueva Zelanda
- El gremio de las mujeres del pueblo
- Delegada a la primera Conferencia de Mujeres Pan-Pacífico
- Consejo Nacional de Mujeres de Nueva Zelanda (sucursal de Dunedin) (1918)
- Fundador de la Asociación de Mujeres Médicas de Nueva Zelanda (1921) y primera presidenta
- Asociación Conmemorativa de Mujeres Pioneras de Otago

## Vida personal
Se casó con James Alexander McKinnon en Los Ángeles el 8 de octubre de 1928 y sería conocida como EH Siedeberg McKinnon y Emily H. Siedeberg-McKinnon. No tuvieron hijos. Enviudó en 1949.
Murió en el hogar de la Asociación de Servicios Sociales Presbiterianos en Oamaru, Nueva Zelanda, el 13 de junio de 1968, a la edad de noventa y cinco años.

## Reconocimientos
Se le otorgó una membresía vitalicia de la sección de Nueva Zelanda de la Asociación Médica Británica (1929) y de la Asociación de Enfermeras Registradas de Nueva Zelanda (1939), y una Medalla del Jubileo de Plata rey Jorge V (1935). En los honores de Año Nuevo de 1949 fue nombrada Comendadora de la Orden del Imperio Británico por sus servicios en el campo de la medicina y el bienestar de la mujer.
La calle Emily Siedeberg Place en Dunedin fue nombrada en su honor en 1993, como parte del Año del Centenario del Sufragio. Siedeberg Drive en Flat Bush, Auckland, también fue nombrada en su honor.
En la Universidad de Otago se entrega una beca para mujeres estudiantes de medicina que fue establecida por la nieta de Emily Siedeberg en honor de su abuela.